# Luis Mendieta
Luis Herlindo Mendieta Ovalle (Colombia 1959) es un policía y político colombiano. Con el rango de Mayor General (r) de la Policía Nacional.
Fue secuestrado en la Toma de Mitú en 1998, por las  Fuerzas Armadas Revolucionarias de Colombia - Ejército del Pueblo (FARC-EP).
Fue candidato al Senado de la República, por el Centro Democrático.

## Biografía
Es un oficial retirado de la Policía Nacional de Colombia que inició su carrera, el 12 de agosto de 1974. El general Mendieta (quien en ese momento ostentaba el grado de teniente coronel) fue secuestrado por las Fuerzas Armadas Revolucionarias de Colombia - Ejército del Pueblo (FARC-EP) en la Toma de Mitú, el 1 de noviembre de 1998. Fue rescatado por el Ejército Nacional de Colombia el 13 de junio de 2010 bajo el gobierno de Álvaro Uribe quien lo confirmó en su Consejo Comunal de Quibdó. Fue elegido como una de la 60 víctimas que participó en las negociaciones de La Habana (Cuba), y se desempeñó como defensor de los Derechos Humanos de las víctimas de las FARC-EP.

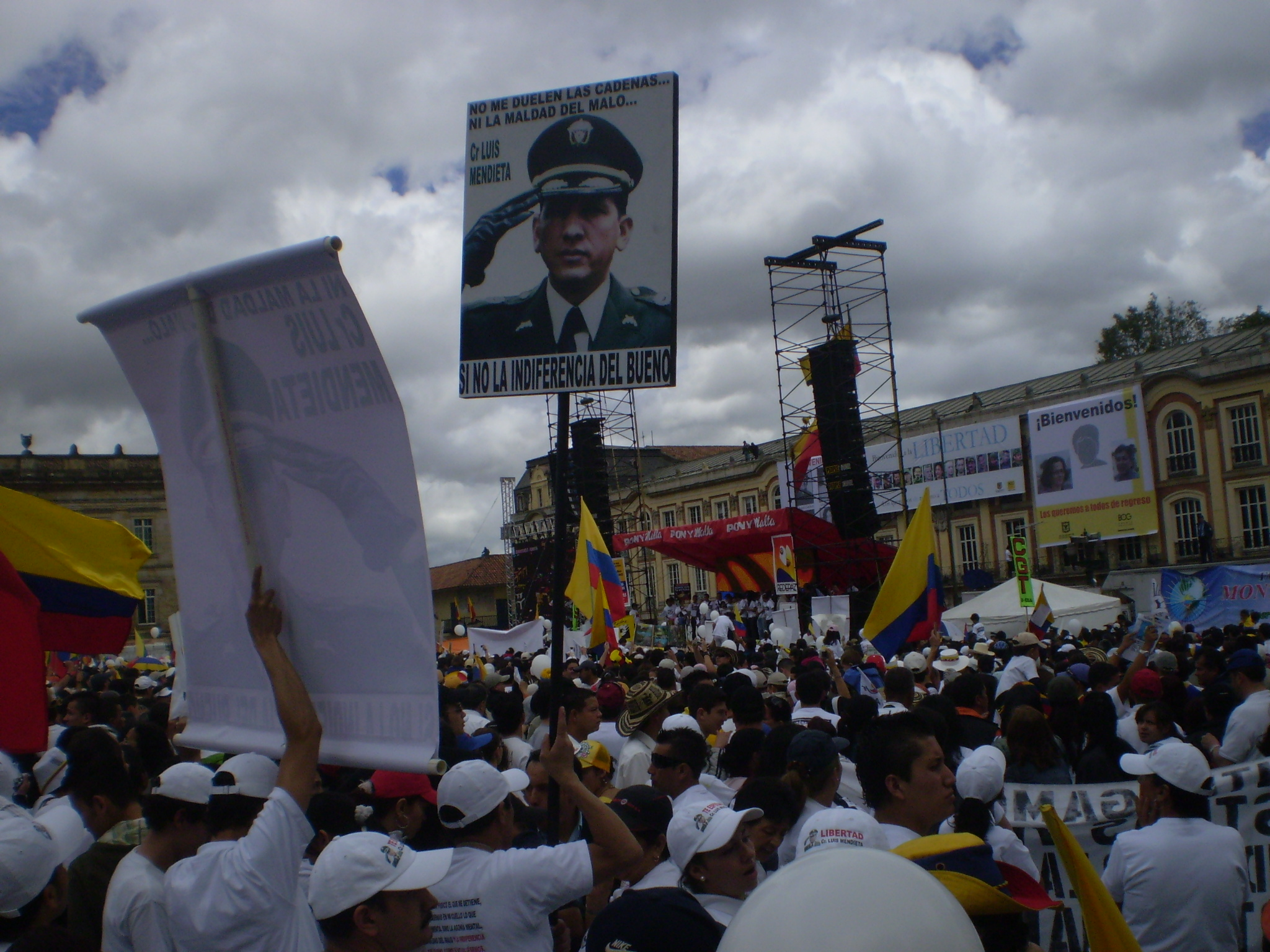
Protestas del 20 de julio de 2008 en Bogotá pidiendo la libertad de los secuestrados por las FARC-EP, incluyendo al Coronel Mendieta.

### Toma de Mitú y secuestro
Durante el ataque, el oficial combatió al menos 1900 guerrilleros y dirigió a cerca de 120 policías en la defensiva. Justo antes de ser capturado, alcanzó a comunicarse telefónicamente con su familia en Boyacá a las 4:45 PM (UTC-5). Se despidió en el teléfono con un "¡Los amo, los amo y oren por mí y los muchachos".
Después de la Toma guerrillera a Mitú, los insurgentes separaron en diferentes grupos al Coronel Mendieta y a los demás miembros de la Fuerza Pública secuestrados durante la toma. Mientras duró la zona de distensión, entre 1999 y 2002, Mendieta pudo intercambiar varias cartas (de hasta 70 páginas cada una) con su esposa.
Los familiares de Mendieta solo volvieron a tener noticias suyas a través de una carta que les llegó con la liberación de la abogada Clara Rojas y de la excongresista Consuelo González de Perdomo, liberadas el 10 de enero de 2008. En esa operación, la carta fue entregada por las FARC-EP al funcionario venezolano Ramón Rodríguez Chacín, junto a las cartas que otros ocho secuestrados enviaron a sus familias antes de la liberación de Rojas y González.
Entre otras cosas, la carta de Mendieta narra como Clara Rojas desarrolló su embarazo y parto en condiciones infrahumanas en la selva, al tiempo que refiere que Rojas llamó Emmanuel a su hijo. Cuenta Mendieta que tuvieron la oportunidad de alzar a Emmanuel cuando los guerrilleros autorizaron el ingreso del bebé a su sitio de reclusión, con el fin de que los secuestrados elaboraran cosas para el niño. También cuenta Mendieta que, durante ese período de su cautiverio, tuvo la oportunidad de saludar y charlar por poco tiempo con Íngrid Betancourt, hasta que los volvieron a separar en diferentes grupos.
Liberado por las Fuerzas Militares de Colombia el 13 de junio de 2010.

#### Enfermedades
"No es el dolor físico el que me detiene, ni las cadenas en mi cuello lo que me atormenta, sino la agonía mental, la maldad del malo y la indiferencia del bueno"
Luis Mendieta

"He tenido que arrastrarme en el barro para hacer mis necesidades fisiológicas, con la cadena y el candado atados al cuello"
Luis Mendieta

Mendieta fue afectado por numerosos males durante su cautiverio en la selva. Debido a que Mendieta perdió parcialmente su movilidad, tuvo que improvisar bastones para poder caminar. Sería tan incapacitante su estado, que los guerrilleros le hicieron masajes periódicos con desodorantes, le aplicaron dosis de penicilina intramuscular y lo llevaron a un río donde pudo empezar a hacer "terapia"; incluso fue transportado, en algunas ocasiones, en una hamaca que improvisaron como camilla. Sin embargo y a pesar de sus dolencias, luego de un incidente, los guerrilleros lo ataron a un palo y lo encadenaron al cuello. Adicionalmente, Mendieta sufrió dos veces de paludismo durante su cautiverio y tomó medicamentos para sus dolencias. Además, sufrió de dolores en el pecho, en los huesos, las articulaciones y las piernas, y un hematoma en la espalda debido a un golpe.

### Ascenso a Brigadier General
El Coronel Mendieta fue ascendido al grado de Brigadier General de la República de Colombia el 8 de enero de 2009, estando aún secuestrado por las FARC-EP. Así, se convirtió en el oficial de más alto rango que las FARC-EP haya tenido en su poder y en el oficial activo de mayor antigüedad. Luego fue ascendido a mayor general lo cual lo dejó como el oficial más antiguo y con mayor rango dentro de la institución, superando así al actual director general de la Policía Nacional, mayor general Oscar Naranjo. Igualmente, otros 25 soldados y policías secuestrados fueron ascendidos gracias al mismo beneficio legal otorgado por el Congreso de la República y sancionado por la Presidencia de la República.

### Rescate
El Domingo 13 de junio de 2010 fue rescatado el Mayor General Luis Mendieta en compañía de los Coroneles Enrique Murillo y William Donato, y del Sargento Mayor Arbey Delgado en el sur del Guaviare.  En una operación militar y policial, se logró penetrar un campamento de la guerrilla de las FARC-EP en el Guaviare y las personas rescatadas están a salvo.
Su rescate fue la tercera operación exitosa en la lucha por la libertad de los políticos y militares plagiados por las FARC-EP.
"Me permito transmitir a los colombianos desde Quibdó esta buena noticia: El Comando de Operaciones Conjuntas de las Fuerzas Armadas acaba de rescatar al señor General Mendieta y al señor Coronel Enrique Murillo. Se está combatiendo en la selvas del Guaviare para sacarlos de allá ilesos. Ya ambos están en poder de nuestras fuerzas y nuestras fuerzas siguen combatiendo allá. Es una operación muy difícil que llevamos desde hace meses. Nos habían matado un Sargento. Ya están el General Mendieta y el Coronel Enrique Murillo a salvo, en poder de las Fuerzas Armadas, y seguimos combatiendo allá para tratar de rescatar a los otros", dijo el presidente Álvaro Uribe Vélez.

## Familia
Luis Mendieta está casado con María Teresa Paredes y tiene dos hijos: Jenny y José Luis. Con el secuestro, su esposa e hijos clamaron por su liberación e hicieron llamados a la opinión pública para que se le prestara mayor atención a los secuestrados. También hicieron llamados al gobierno para que se les pagara el 100% del sueldo del General Mendieta y no el 75% que actualmente estaban recibiendo, ya que enfrentaban serias dificultades económicas.